# Wait! What?
WAIT! WHAT? (* 24. Februar 1993 in München; bürgerlich Wiebke Zeise) ist eine deutsche Künstlerin, Musikerin und Model.

## Leben
Im Alter von 11 Jahren zog sie mit ihrer Familie nach Nordrhein-Westfalen und begann, ihre musikalischen Fähigkeiten zu entwickeln. In jungen Jahren lernte sie Saxophon und brachte sich später selbst das Gitarrenspiel bei.

## Musik
WAIT! WHAT? beschreibt ihre Musik als „NoFI“ (No Freaking Idea) und bezieht Einflüsse aus Indie-Rock, den 80ern, Post-Punk und New Wave. Ihre Musik ist ein persönlicher Ausdruck ihrer Gefühle und Erfahrungen, inspiriert von Momenten im Leben, die unerwartete Wendungen genommen haben. Im August 2020 veröffentlichte WAIT! WHAT? ihr erstes Album „HAHAHA Nope“, eine Sammlung von zehn Tracks in den Genres Rock, Synthiepop und New Wave. Das Album wurde 2021 zum ersten Mal in Deutschland, Österreich und im Vereinigten Königreich in den Radios gespielt. Im August 2022 veröffentlichte sie ihr zweites Album „THANK YOU FOR HURTING ME“ mit 11 Titeln aus dem Synthiepop-Genre.
Nach der Veröffentlichung des zweiten Albums gab sie 2022 ihre ersten Live-Konzerte vor einem großen Publikum. Im Januar 2023 hatte WAIT! WHAT? einen Fernsehauftritt in der deutschen TV-Show „Music Drive In“ auf RTL II, wo sie mit ihrem Auftritt gewann.
2023 bewarb sie sich für den Eurovision Song Contest – Das deutsche Finale 2024.

## Fotografie
Neben ihrer musikalischen Tätigkeit arbeitet Zeise auch als Fotografin unter dem Namen „Amelie Munic“. Ihr Fotostil wird als „Dark Art“ bezeichnet und konzentriert sich hauptsächlich auf Porträts. Neben der Fotografie arbeitet sie auch als Videografin und Model.

## Diskografie

### Singles
- 2021: Broken Crown
- 2021: Psycho
- 2021: Perfect
- 2021: The Reason Might Be You
- 2021: You And Me Against The World
- 2021: Reality
- 2021: My Name Is Dark
- 2022: In My Mind
- 2022: Back Again
- 2022: Not Human
- 2022: Thank You For Hurting Me
- 2022: Prototype
- 2022: Not Your Time
- 2022: Moving On
- 2023: Alive
- 2023: Moon
- 2023: Stay
- 2023: Leave
- 2023: Home
- 2024: Insane
- 2024: Survive
- 2024: Battle of Gears
- 2024: Epic
- 2024: No

### Studioalben
- 2020: HAHAHA Nope
- 2022: Thank You For Hurting Me
- 2024: Feeling a Little Bit Epic